# Єфремівська фортеця
Єфремівська фортеця (до 1738 Троїцька фортеця, або Трончатська фортеця, Трончатський Буйрак)  — фортеця, споруджена у 1731 році за зразковим проектом фортець Української лінії. Розташована на виїзді з села Єфремівка Первомайського району Харківської області.

## Історія
При фортеці 1733 році розмістився 2-й батальйон одного з 20 ландміліційних полків, який був сформований у місті Єфремові Тульської губернії Білгородським військовим столом. Від назви міста Єфремова отримав назву полк, а фортеця, з 1738 року стала називатися Єфремівською (1-й батальйон полку розміщувався в Олексіївській фортеці).
В 1770 році піхотні ландміліційські полки увійшли до складу армії, а сам Український корпус було скасовано. З 11 ландміліційних полків чотири зберегли свої назви (33-й Єлецький, 34-й Севський, 70-й Рязький та 71-й Бєльовський), інші увійшли до складу інших полків.

## Архітектура фортеці
Фортеця земляна, прямокутна в плані, чотирьохбастіонна, в'їзд — в північно-західній куртині. Площа фортечного двору більше 1,5 га, в центрі — слід колодязя. Укріплення мають значні пошкодження. Протяжність фортеці по зовнішній стороні підстави вала становить понад 1040 м. Фортеця оточена широким ровом, який з часом перетворився на неглибокий. Південно-східна куртина посилена равеліном, спрямованим в бік р. Орелі. Зберігся вал, яким Єфремівська фортеця була з'єднана з п'ятою по лінії Олексіївською і сьомою — Параскаською фортецями.

## Галерея

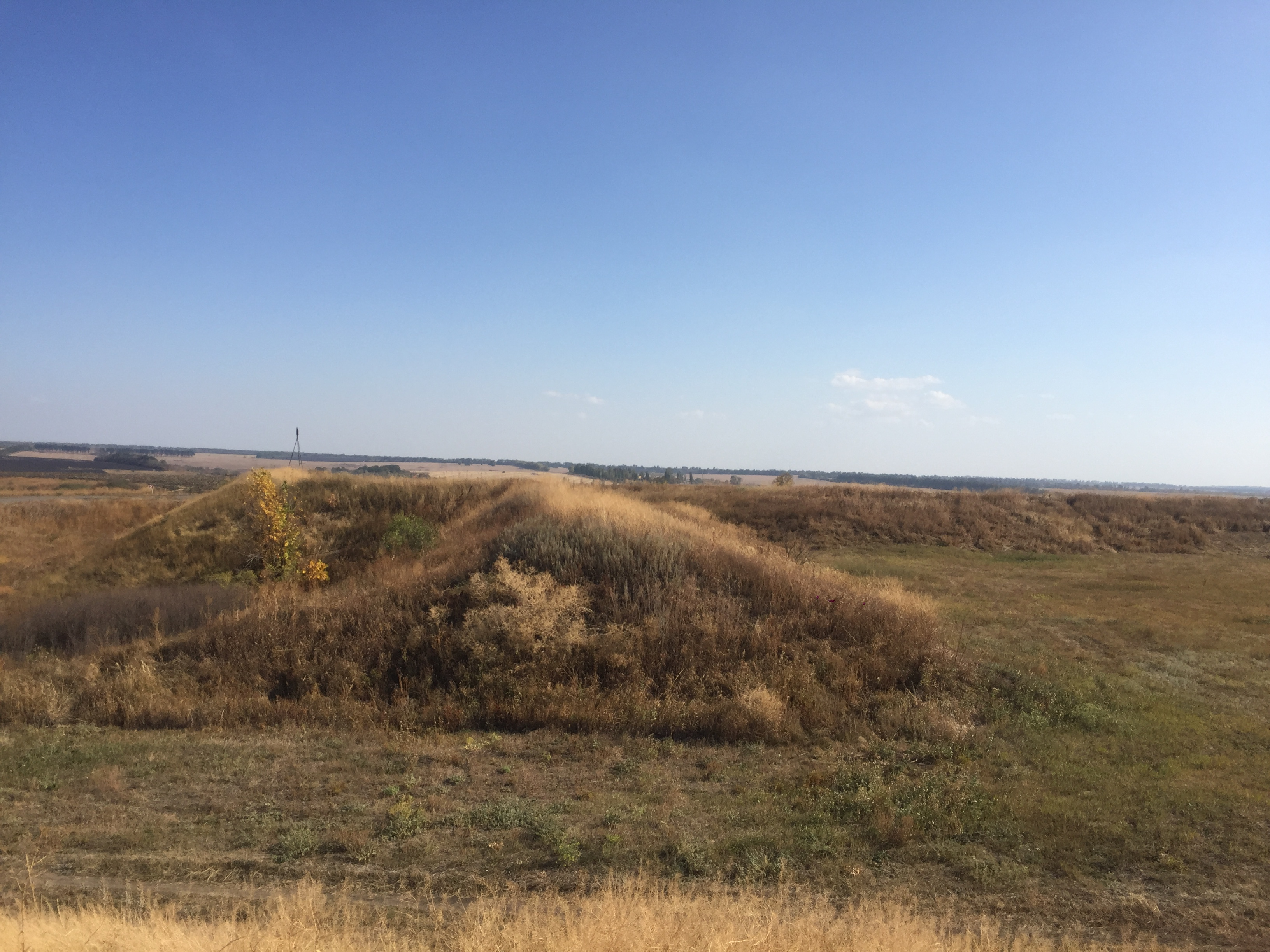
Редут фортеці
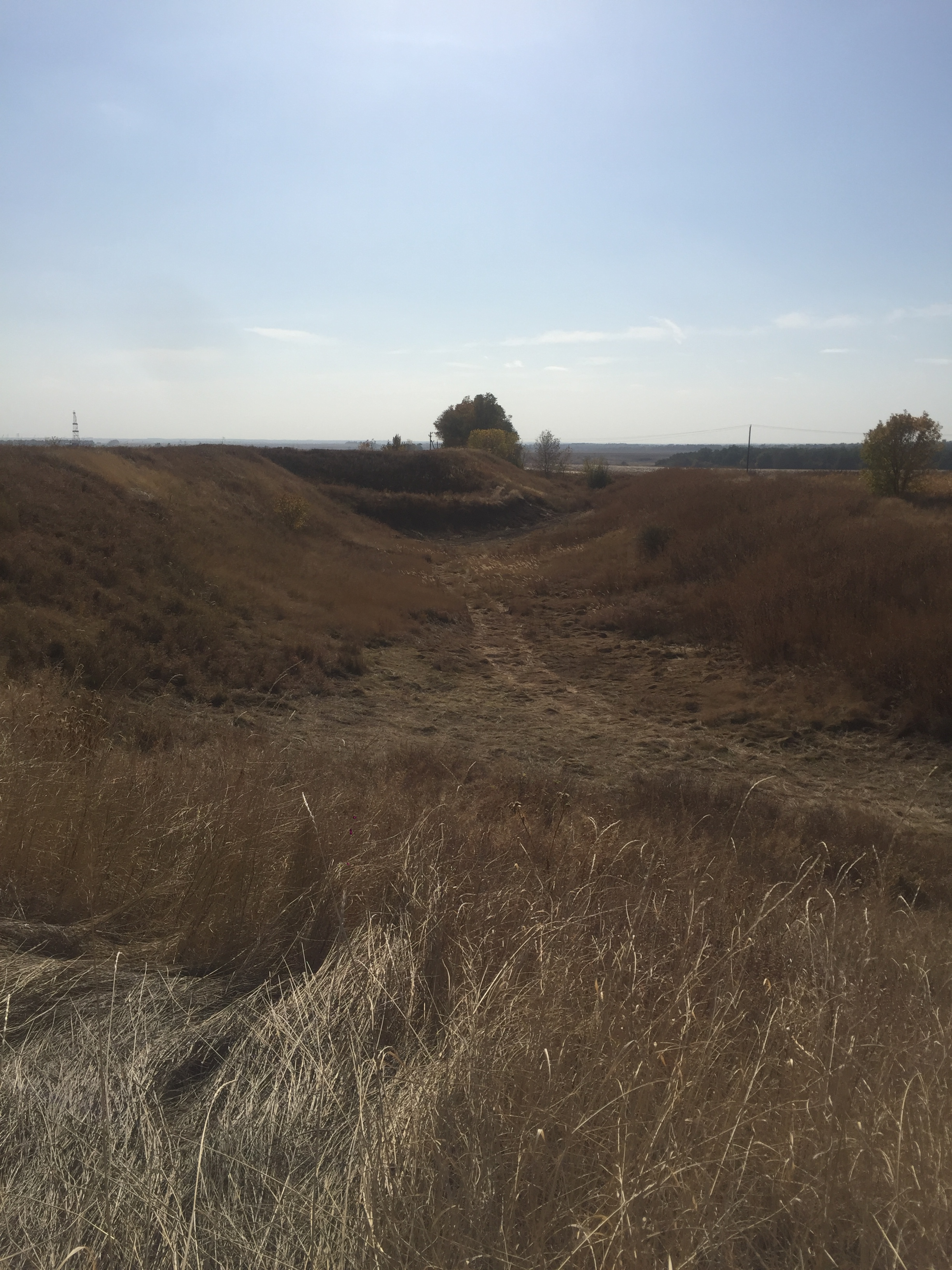
Стіни фортеці
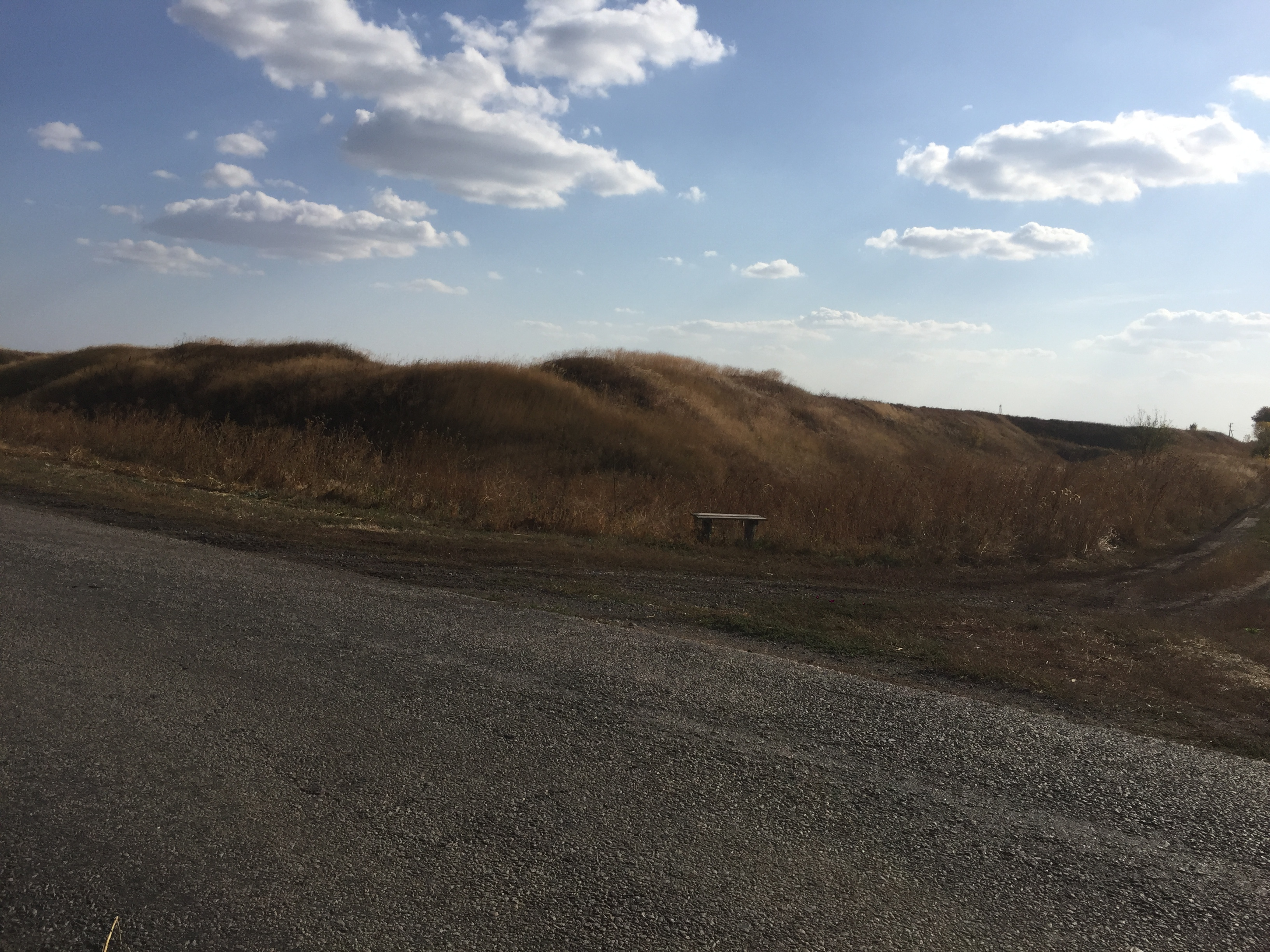
Вигляд фортеці з дороги
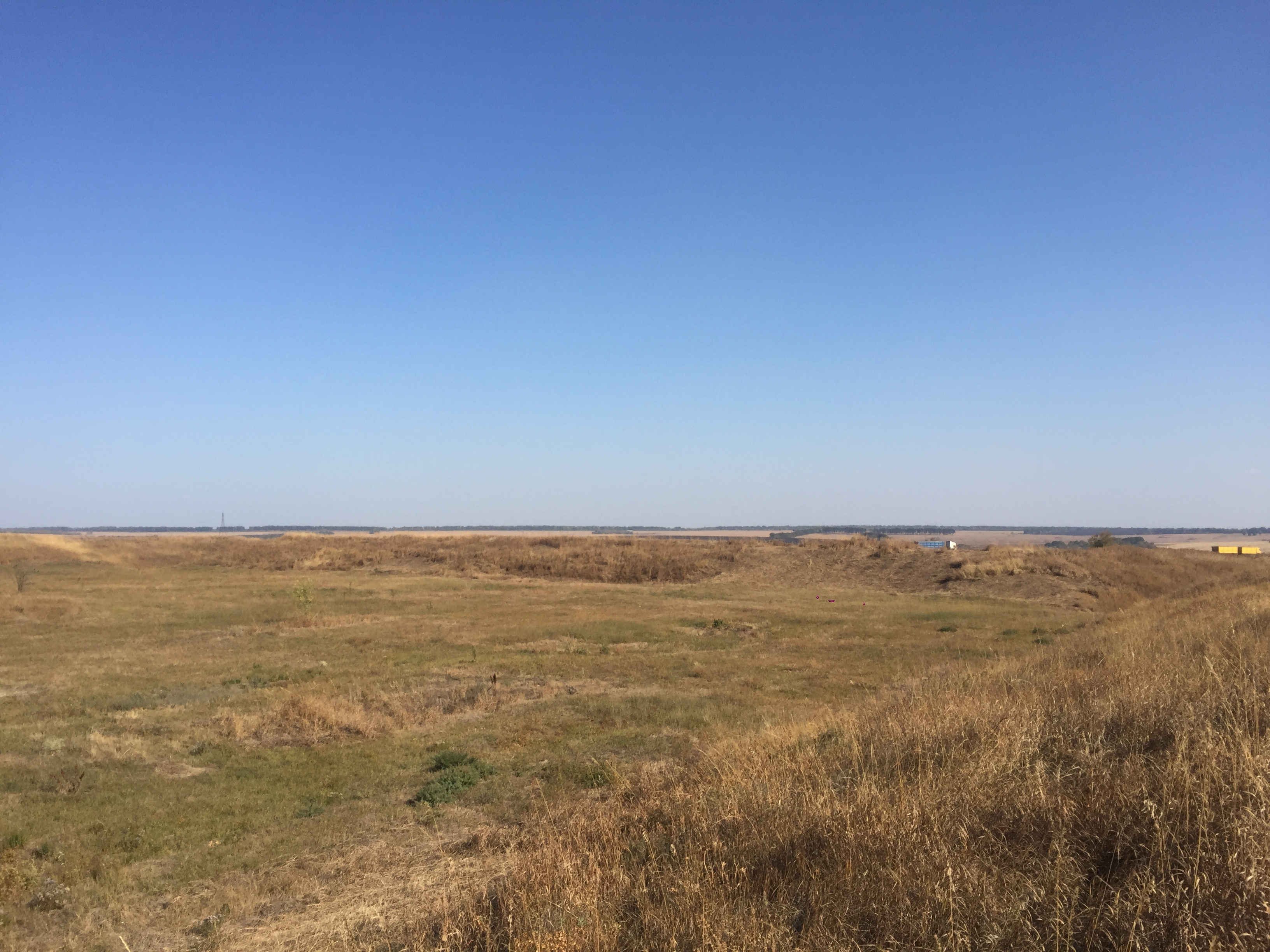
Загальний вигляд фортеці
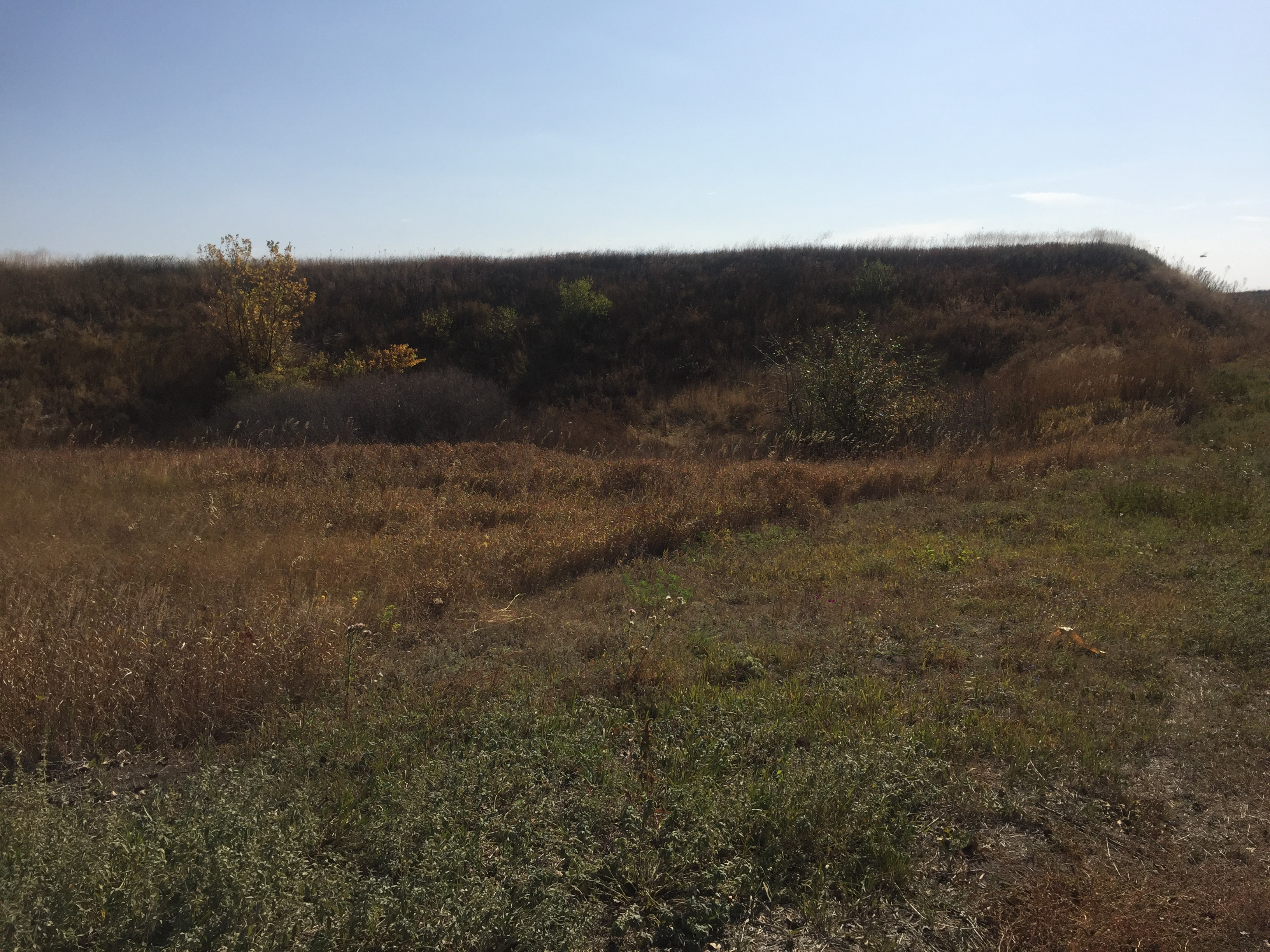
Частина валу

## Також
- Українська лінія